# 奇怪電波圓環

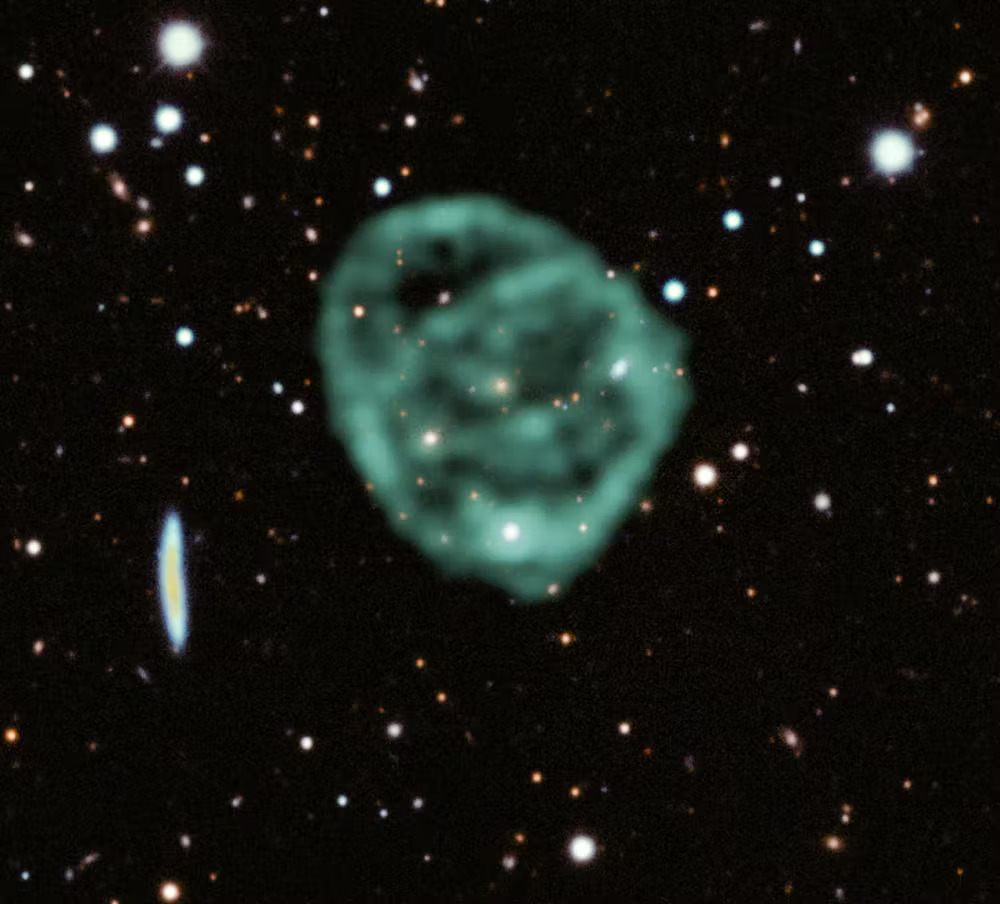
此圖為SKA(平方千里陣列)的前導設施MeerKAT(猫鼬望遠鏡)拍攝的奇怪電波圓環ORC J2103-6200，疊加在暗能量巡天的光學影像上。（2022）

奇怪電波圓環（英語：Odd radio circle，簡稱ORC）是一種非常大且尚無法解釋的天體。它們在無線電波波長處，是邊緣較亮且高度圓形。截至2021 4月27日，已經觀察到五個這樣的天體（可能還有六個）。觀察到的ORC在無線電的波長下相當明亮，但在可見、紅外或 X射線波長下卻都不可見。其中三個ORC位於星系的中心，這表明可能是這些星系形成了這種天體。

## 概述

藝術家對一個奇怪電波圓環從中央星系爆炸的印象。ORC可以擴大至超越其所在的星系。

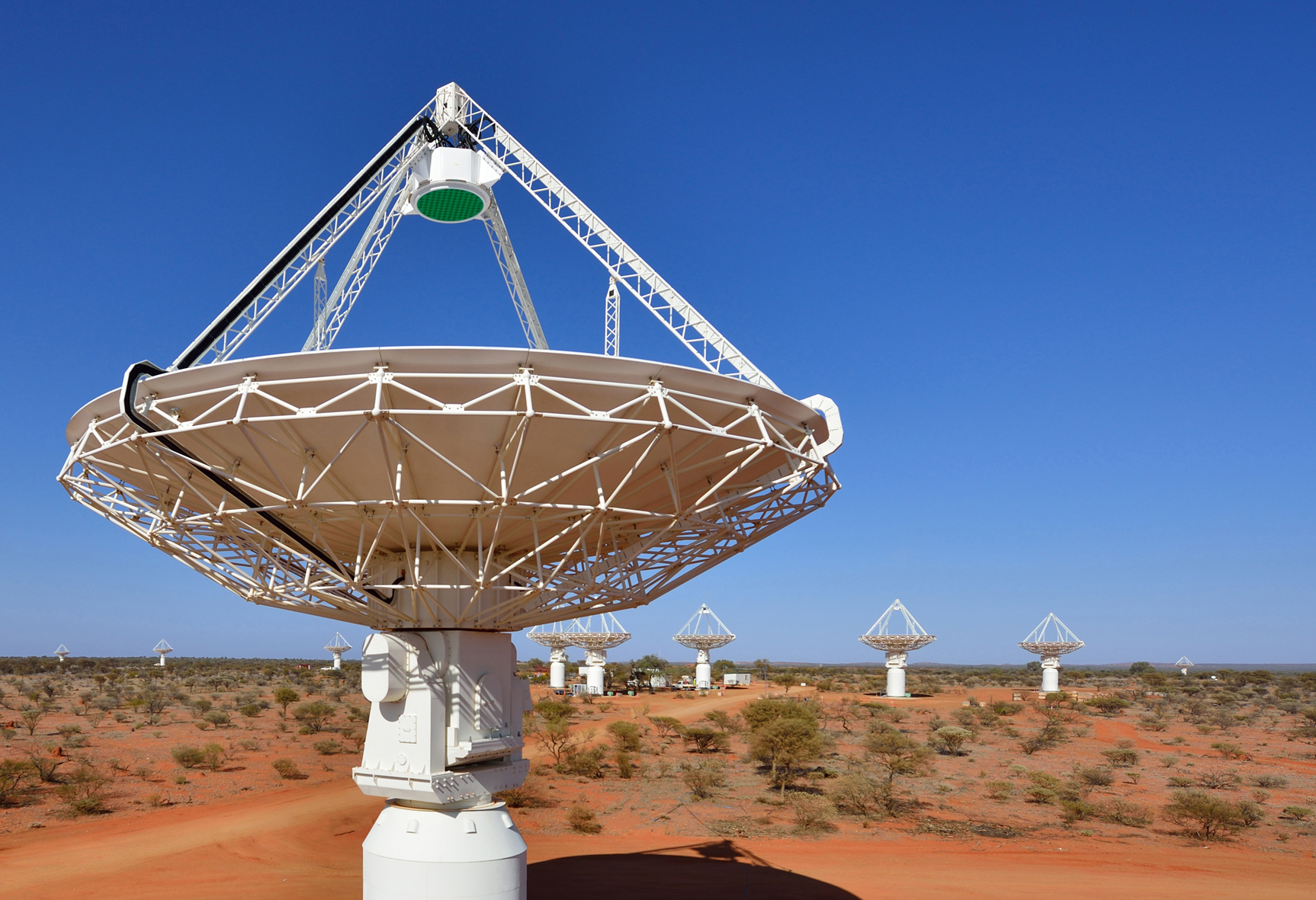
澳大利亚平方千米阵探路者（Australian Square Kilometre Array Pathfinder；ASKAP）的電波望遠鏡陣列。

ORC是天文學家安娜·卡賓斯卡研究基於澳大利亞平方公里陣列探路者（ASKAP）無線電望遠鏡陣列的宇宙演化圖計劃（EMU）的試點調查後，於2019年底發現的。所有觀測到的ORC直徑都約為1弧分，處於高銀緯，距銀河平面有一段距離。圓環的成因不明，快速電波爆發，伽馬射線暴或中子星碰撞相關的球形衝擊波的可能性被考慮過。但是由於ORC擁有大角直徑的關係，研究人員認為如果與這些相關的話，那麼它必定發生在遙遠的過去，為宇宙中最遙遠且古老的一種天體，應該有著非常大的紅移。此外，根據天文學家的說法，"圓形特徵在電波天文影像中是眾所周知的，通常代表一個球形物體，如超新星遺跡、行星狀星雲、星周包層、正面朝向的圓盤面，如原行星盤或一個恆星形成星系，……它們也可能由校准誤差或反褶積不足引起的明亮光源周圍的成像資料偽缺陷引起。無線電影像中的這一類圓形特徵似乎並不對應於任何已知類型的天體或人工製品，而似乎是一類新的天體 。

## 外部連結
- Images of ORCs （页面存档备份，存于） (CTA Observatory（英语：Cherenkov Telescope Array） / Western Sydney University; 04/20/2020)
- YouTube上的Video (9:16): ORCs (Anton Petrov; 07/15/2020)
- YouTube上的Video (2:24): ORCs (Mr. Researcher; 07/10/2020)
- YouTube上的Video (8:37): ORCs (World Today; 07/09/2020)